# Il neige à Marrakech
Il neige à Marrakech ist ein Kurzfilm aus dem Jahr 2006, der an den Internationalen Kurzfilmtagen in Winterthur 2007 den Publikumspreis gewann.

## Handlung
Ein marokkanischer Vater möchte unbedingt zum Skifahren in die Schweiz. Obwohl sich sein Sohn mehrmals darum bemüht, erhält der Vater kein Visum. Damit der Sohn die schlechte Nachricht nicht überbringen muss, gibt er dem Vater Schlafmittel und verfrachtet ihn ins nahe gelegene einheimische Skigebiet Oukaïmeden. Damit sein Vater glaubt, dass sie wirklich in der Schweiz sind, versucht er eine Schweizerkulisse aufzubauen.